# John L. Sullivan
John Lawrence Sullivan (Roxbury, 15 ottobre 1858 – Abington, 2 febbraio 1918) è stato un pugile statunitense, vincitore del titolo di campione dei pesi massimi nell'ultimo incontro disputato a mani nude nella storia della boxe. Fu il primo campione dei pesi massimi dell'era moderna.

## Biografia
Sullivan nacque negli Stati Uniti, nel Massachusetts, da genitori irlandesi. Ricevette dalla madre Katherine un'educazione cattolica. A 18 anni, consigliato da quest'ultima, decise di intraprendere la strada per diventare prete e cominciò a frequentare il seminario di Boston ove però si concentrò su altre passioni quali la recitazione e la direzione teatrale.
Pochi mesi dopo abbandonò gli studi religiosi e iniziò a lavorare come idraulico e lattoniere. Seppur dimostratosi un valente giocatore di baseball, rimase affascinato dalla «nobile arte» del pugilato: tale sport era diffusissimo nella costa orientale degli Stati Uniti, dove già esisteva un'organizzazione di atleti professionisti. Intorno agli incontri di pugilato, in maniera particolare per quelli tra pesi massimi, ruotavano interessi economici enormi. Ai pugili venivano consegnati ingenti premi in denaro e il pubblico amava scommettere.
Migliaia di persone assistevano alle gare, organizzate presso arene costruite appositamente per questo sport: allora i ring erano di forma ottagonale ed erano definiti da corde e pali; i pugili combattevano a torso nudo, con calzoni lunghi o a tre quarti di gamba, e gli incontri non avevano un limite massimo di riprese. Nonostante i divieti in molti stati dell'Unione e dell'Europa alla fine dell'Ottocento e nonostante le regole stabilite da Douglas alcuni anni prima, gli incontri venivano ancora disputati a mani nude, il che portava spesso a tragiche conseguenze.
Sullivan, alto 1,79 m per 85 kg di peso, era meno imponente di molti altri pugili, ma riusciva a mettere in difficoltà e ad atterrare avversari molto più pesanti di lui. I folti e vistosi baffi che si era fatto crescere lo rendevano invincibile. La sua carriera pugilistica si svolse attraverso match validi per un titolo ed esibizioni che lo fecero viaggiare prima negli Stati Uniti e poi in Europa.

### La carriera professionistica
Sullivan salì sul ring da professionista per la prima volta a 21 anni, dando subito prova di enorme valore. Ai tempi era molto in voga assegnare dei nomi d'arte ai pugili più forti, e fu così che la sua potenza e determinazione sul ring gli valsero presto il soprannome di "The Boston Strong Boy", "il duro di Boston" (quella che era divenuta la sua città d'adozione). Nel 1879 viaggiò attraverso l'America, sfidando, per la somma di 500 dollari, qualsiasi pugile gli capitasse.

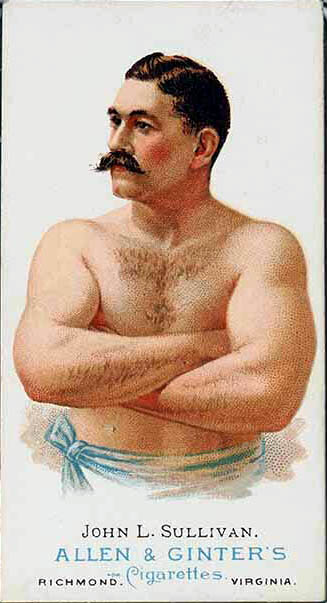
Sullivan, su una figurina delle sigarette

Il 7 febbraio 1882, a Mississippi City, combatté contro Paddy Ryan, un imponente pugile irlandese, considerato ai tempi alla stregua di un attuale campione mondiale dei pesi massimi.
L'incontro fu disputato secondo le antiche regole del London Prize Ring Rules, dunque a mani nude. Sullivan era molto più leggero rispetto a Paddy, tuttavia riuscì a sfruttare al meglio la propria velocità e destrezza. Al nono round Sullivan sferrò il colpo deciso sul volto del campione irlandese. Paddy Ryan cadde a terra e non riuscì a ritornare al centro del ring entro 30 secondi: Sullivan fu proclamato vincitore.
A 24 anni il pugile di Boston poteva essere considerato il campione del mondo dei pesi massimi.
Ricordiamo che ai tempi ancora non esisteva un'organizzazione ufficiale che organizzasse gli incontri e assegnasse titoli così come avviene oggi. Un incontro veniva giudicato valido per l'assegnazione del titolo quando il campione sfidava un pugile che si era guadagnato il rispetto e la considerazione degli addetti ai lavori.
Tra il 1883-1884 Sullivan attraversò in treno gli Stati Uniti da costa a costa combattendo in tutte le grandi città: combatté 195 incontri in 238 giorni in 136 città differenti. Sfidava qualsiasi avversario con le nuove regole del marchese del Queensbury e ad ogni vittoria incassava 250 dollari. Era possibile scommettere praticamente su tutto ciò che riguardava il match: vincitore, durata in tempo, round finale, e via dicendo.
Chi lo sfidava e riusciva a resistere più di 4 round alla violenza dei suoi colpi otteneva in premio una somma di denaro che andava da 50 a 1 000 dollari. Da alcuni documenti risulta che solo uno sfidante sia riuscito nell'impresa, che la somma vinta gli abbia consentito di cambiare vita.
Fuori dal ring Sullivan non badava a spese: pare che dilapidasse una cospicua parte delle sue vincite nei locali delle città che visitava: erano diffusi molti racconti sulle sue note imprese di bevitore; egli amava inoltre concludere le sue serate accompagnandosi a delle prostitute.
Continuava a combattere esclusivamente per fini economici.
Il 14 maggio 1883 incontrò un inglese, tal Charile Mitchell, a New York. L'incontro si rivelò difficile: Sullivan cadde al tappeto al primo round, e sarebbe andato incontro ad una sicura sconfitta - o peggio - se la polizia non fosse intervenuta a fermare il match.
I due decisero di sfidarsi di nuovo il 10 marzo 1888, a Chantilly in Francia. L'incontro fu fermato alla 39 ripresa dalla polizia, poiché gli incontri di boxe in Francia erano proibiti. Sullivan venne arrestato e condotto in carcere, e solo grazie all'intervento del barone Rothschild venne liberato e poté tornare in America.
Nel frattempo la sua salute cominciò a manifestare i primi segni di cedimento a causa dell'abuso di alcolici e per i colpi incassati in 10 anni di incontri. Spesso veniva colpito da attacchi di epilessia. Riuscì comunque a rimettersi in forma per combattere di nuovo, tanto da sentirsi pronto a giocarsi il titolo di campione del mondo ottenuto nel 1882.

### L'ultimo incontro a pugni nudi
L'8 luglio 1889 Sullivan sfidò Jake Kilrain. Il match, combattuto secondo le regole del London Prize Ring rules, fu l'ultimo incontro a pugni nudi nella storia valevole per il titolo mondiale dei pesi massimi. Esso fu combattuto in una località tenuta segreta fino all'ultimo, per evitare l'intervento della polizia. Inizialmente la città scelta per disputarlo fu New Orleans, poi i pugili si trasferirono a Richburg in treno seguiti da 3 000 persone desiderose di seguire la sfida.
L'incontro iniziò alle ore 10.30 e durò 2 ore e 10 minuti, e Sullivan rischiò la sconfitta: infatti al 44º round fu preso da un attacco di vomito causato da whisky ghiacciato. Al 75º round Kilrain si arrese: Sullivan, sebbene giunto stremato alla fine dell'incontro, mantenne il titolo di campione.
Al di là del risultato va ricordato il fatto che questa fu la prima sfida di pugilato che riscosse vasto interesse da parte della stampa.
Ma la carriera di Sullivan era ormai al tramonto. Per tre anni continuò a combattere solo incontri d'esibizione, cominciando a sentirsi stanco della vita da pugile, dopo ben 14 anni di combattimenti.

### La sconfitta e il ritiro
Il 7 settembre 1892, a New Orleans, Sullivan sfidò per il titolo James J. Corbett, un giovane ex impiegato di banca soprannominato "Gentleman Jim". I due decisero di seguire le regole del marchese del Queensbury, affrontandosi dunque con i guantoni. Questo fu il primo incontro valido per il titolo dei pesi massimi, nella storia della boxe, disputato con i guantoni, e inaugurò, di fatto, la boxe moderna.
Sullivan si trovò in difficoltà sin dall'inizio e finì KO al 21º round. Per la seconda volta nella sua vita Sullivan cadeva al tappeto, questa volta però riportando la prima sconfitta nella sua carriera. Cedette così il titolo mondiale, dopo averlo detenuto per 10 anni, venendo acclamato dagli appassionati come l'uomo più forte del mondo. Negli anni successivi, Sullivan disputò solo qualche match d'esibizione. Tuttavia non uscì mai dalla memoria degli appassionati. In seguito tentò, senza successo, la carriera politica.
Morì il 2 febbraio 1918 in seguito ad un attacco di cuore. Fu sepolto a Boston.

## Nella cultura di massa
- Nel film Il sentiero della gloria (Gentleman Jim) del 1942 diretto da Raoul Walsh appare John Sullivan interpretato da Ward Bond come antagonista di Jim Corbett interpretato da Errol Flynn.
- Nel film Una notte al museo (A night at the Museum) del 2006 diretto da Shawn Levy Gus, uno dei tre anziani guardiani del museo afferma di aver combattuto 9 round contro John L. Sullivan.
- John Lawrence Sullivan è protagonista del meme "Overly manly man".
- La band Flogging Molly gli ha dedicato la canzone The Hand of John L. Sullivan nell'album Life is Good del 2017.